# Alpenus jacksoni
Alpenus jacksoni là một loài bướm đêm thuộc phân họ Arctiinae, họ Erebidae.